# الانتخابات التشريعية السورية 2016

نتائج انتخابات 2016:
الجبهة الوطنية التقدمية
مستقلون

جرت الانتخابات البرلمانية في سوريا من أجل انتخاب مجلس شعب في 13 أبريل 2016.

## خلفية
في خضم قرابة خمس سنوات من الحرب الأهلية، وما أعقب ذلك من مفاوضات لوقف إطلاق النار، في أعقاب التدخل العسكري الروسي في الحرب الأهلية السورية ومكاسب الجيش العربي السوري، دعا الرئيس بشار الأسد إلى إجراء الانتخابات.
يحتل داعش أغلب محافظة الرقة والتي يُعتبر مركزها عاصمة للتنظيم بحكم الأمر الواقع، بينما محافظة دير الزور محتلة جزئياً ولكن الحكومة السورية حققت مكاسب هناك مؤخراً. أماكن أخرى مثل حلب وحمص واللاذقية، بعض أجزاءها خارج سيطرة الحكومة ولكن القوات السورية بدأت بإسترداد بعض المناطق بنجاح. أصبحت روج آفا منطقة حكم شبه ذاتي منذ أن بدأت الحرب الأهلية مع قتال القوات الكردية لداعش بدعم روسيا، من الجو، والقوات السورية، على الأرض.

## النظام الانتخابي
تم انتخاب جميع أعضاء مجلس الشعب البالغ عددهم 250 من 15 دائرة انتخابية متعددة الأعضاء.
| الدائرة الانتخابية | المقاعد | السكان (تقدير 2011) |
| ------------------ | ------- | ------------------- |
| محافظة دمشق        | 29      | 1,754,000           |
| محافظة ريف دمشق    | 19      | 2,836,000           |
| مدينة حلب          | 20      | 2,132,100           |
| مناطق حلب          | 32      | 2,735,900           |
| محافظة حمص         | 23      | 1,803,000           |
| محافظة حماة        | 22      | 1,628,000           |
| محافظة اللاذقية    | 17      | 1,008,000           |
| محافظة إدلب        | 18      | 1,501,000           |
| محافظة طرطوس       | 13      | 797,000             |
| محافظة الرقة       | 8       | 944,000             |
| محافظة دير الزور   | 14      | 1,239,000           |
| محافظة الحسكة      | 14      | 1,512,000           |
| محافظة درعا        | 10      | 1,027,000           |
| محافظة السويداء    | 6       | 370,000             |
| محافظة القنيطرة    | 5       | 90,000              |
| المجموع            | 250     | 21,377,000          |

## النتائج
فازت الجبهة الوطنية التقدمية التي يقودها حزب البعث 200 مقعد من أصل 250، في حين قاطعت المعارضة داخل وخارج البلاد الانتخابات؛ وكان إقبال الناخبين 57.56%. تم انتخاب اثنين من الأرمن لدخول مجلس الشعب كما انتخبت مرشحة أرمنية للمرة الأولى.
| الحزب                     | الأصوات   | %     | المقاعد | +/– |
| ------------------------- | --------- | ----- | ------- | --- |
| الجبهة الوطنية التقدمية   |           |       | 200     | +32 |
| آخرون                     |           |       | 50      | –   |
| الأصوات الباطلة/الفارغة   |           | –     | –       | –   |
| المجموع                   | 5,085,444 |       | 250     | 0   |
| الناخبين المسجلين/الاقبال | 8,834,994 | 57.56 | –       | –   |
| مصدر: IPU                 |           |       |         |     |

## ردود الفعل
- ألمانيا - أعلن مارتين شيفر، المتحدث باسم وزارة الخارجية أن ألمانيا لن تقبل بنتائج الانتخابات. وقال «عندما نأخذ وضع اللاجئين السوريين بعين الاعتبار، فإنه يستحيل إجراء انتخابات حرة وعادلة وسط حرب أهلية».[6]
- الولايات المتحدة - أعلن جون كيربي، المتحدت باسم وزارة الخارجية الأمريكية أن الولايات المتحدة لا تعتبر الانتخابات حرة أو نزيهة أو ذات مصادقية. وعزا سبب رحيل العديد من المواطنين نتيجةً للحرب الأهلية السورية.[7]